# Havok (comics)
Pour les articles homonymes, voir Havok.
Alexander « Alex » Summers, alias Havok est un super-héros évoluant dans l'univers Marvel de la maison d'édition Marvel Comics. Créé par le scénariste Roy Thomas et le dessinateur Neal Adams, le personnage de fiction apparaît pour la première fois dans le comic book Uncanny X-Men #54 en mars 1969.
Havok est un mutant, ancien membre des X-Men et apparaît plus particulièrement dans les séries dédiées à cette équipe de super-héros. Il est aussi le frère de Scott Summers, alias Cyclope des X-Men.

## Biographie du personnage

### Origine
Alexander Summers est le frère de Scott Summers, alias Cyclope, le leader de l'équipe des X-Men. Après la mort de leurs parents, les deux frères sont séparés. Alex ne montre aucun signe de mutation avant de se faire capturer par Ahmet Abdol, le Monolithe Vivant.
Il est ajouté dans l'équipe des X-Men à la fin des années 1960 par Neal Adams. Dans le présent de l'univers des X-Men, il tombe amoureux de celle qu'on pense être la fille de Magneto : Lorna Dane, alias Polaris.

### Mutant X
Dans la série Mutant X, on découvre que, dans une réalité alternative, Havok faisait partie d'une équipe de X-Men composée de 6 mutants, nommée « Les Six ». Il y épouse Madelyne Pryor avec laquelle il a un fils, nommé Scotty.

### Uncanny Avengers
Après le conflit entre les X-Men et les Vengeurs, Captain America lui offre de diriger une équipe de superhéros composée de X-Men et de Vengeurs. Ce groupe se nomme les Uncanny Avengers.

## Famille
Source : marvel-world.com
- Christopher Summers (Corsaire, père, décédé)
- Katherine Anne Summers (mère, décédée)
- Philip Summers (grand-père)
- Deborah Summers (grand-mère)
- Scott Summers (Cyclope, frère aîné)
- Gabriel Summers (Vulcain, frère cadet, présumé décédé)
- Andrew Blanding (père adoptif)
- Mrs. Blanding (mère adoptive)
- Haley Blanding (sœur adoptive)
- Nathan Christopher Summers (Cable, neveu)
- Nate Grey (X-Man, neveu génétique alternatif, décédé)
- Madelyne Pryor Summers (ex-belle-sœur, décédée)
- Jean Grey Summers (belle-sœur, décédée)
- Tyler Dayspring (Genesis, petit-neveu, décédé)
- Stryphe (clone de son neveu, décédé)
- Rachel Summers (Marvel Girl III, nièce d’une autre réalité)
- Cal Syee Neramani (Deathbird, belle-sœur)
- Lilandra Neramani (belle-sœur par alliance, décédée)
- D'Ken (beau-frère par alliance, décédé)
- Adam Neramani (Adam X/X-Treme, lien à éclaircir)
- Oscar Summers (ancêtre paternel adoptif, décédé)
- Daniel Summers (ancêtre paternel, décédé)
- Amanda Mueller (la Matrice noire, ancêtre paternelle, décédée)
- Gloria Dayne (Fontanelle, ancêtre paternelle)
- des arrière-grands-parents paternels non nommés (décédés)

## Pouvoirs et capacités
Havok est un mutant capable d’absorber l’énergie cosmique environnante (comme l'énergie stellaire, les rayons X ou les radiations gamma) dans les cellules de son corps, transformant cette énergie d'une façon inconnue pour la renvoyer sous forme de décharges de plasma. Ces rafales peuvent jaillir de toutes les parties de son corps, mais il les concentre généralement au niveau de ses bras.
En complément de ses pouvoirs, Alex Summers possède un doctorat de géophysique, un permis de conduire et peut piloter l'avion supersonique Blackbird des X-Men. C'est par ailleurs un tacticien et un stratège compétent, entrainé aux arts martiaux par Wolverine, devenu par la suite un redoutable combattant au corps à corps.
- La force d'émission des rafales d'Havok est assez puissante pour faire sauter une porte d'acier renforcé. Sa rafale n'est pas une force de concussion (choc) à proprement parler — malgré certains commentaires antérieurs — mais une émission de chaleur[1].
- Quand il envoie une rafale sur un objet, l'élévation soudaine de la chaleur sur celui-ci fait que l’objet explose, est propulsé dans les airs ou se désintègre. S’il concentre son énergie à son niveau le plus bas, il peut projeter un objet (par ex., un corps humain) dans les airs, sans le brûler ou le désintégrer[1]. Il peut également concentrer ses rafales au niveau du sol, se propulsant dans les airs de cette manière[1].
- Il est immunisé contre la plupart des radiations et la plupart des formes de chaleur, comme celle générée par ses rafales, mais aussi contre la rafale optique de son frère Scott (Cyclope)[2], tout comme Cyclope est immunisé aux rafales d'Havok[1]. En revanche, il n'est pas totalement immunisé contre le pouvoir de son autre frère, Gabriel (Vulcain), bien que son pouvoir d’absorption lui permette d'opposer une certaine résistance[1].

Havok absorbe l’énergie cosmique ambiante de manière passive, mais il a démontré qu'il pouvait aussi le faire de manière active.
Après s'être totalement déchargé de son énergie, il a besoin d'environ 16 heures pour se recharger complètement. Du fait qu'il absorbe continuellement de l’énergie, pour éviter de saturer quand il est chargé au maximum ses cellules en ré-expulsent une petite partie, de manière constante. Un bon indicateur de la charge d'Havok est son cercle de lumière blanche au niveau de son torse.

## Apparitions dans d'autres médias
Sauf indication contraire, les informations mentionnées dans cette section peuvent être confirmées par la base de données cinématographiques IMDb,  présente dans la section « Liens externes ».

### Films

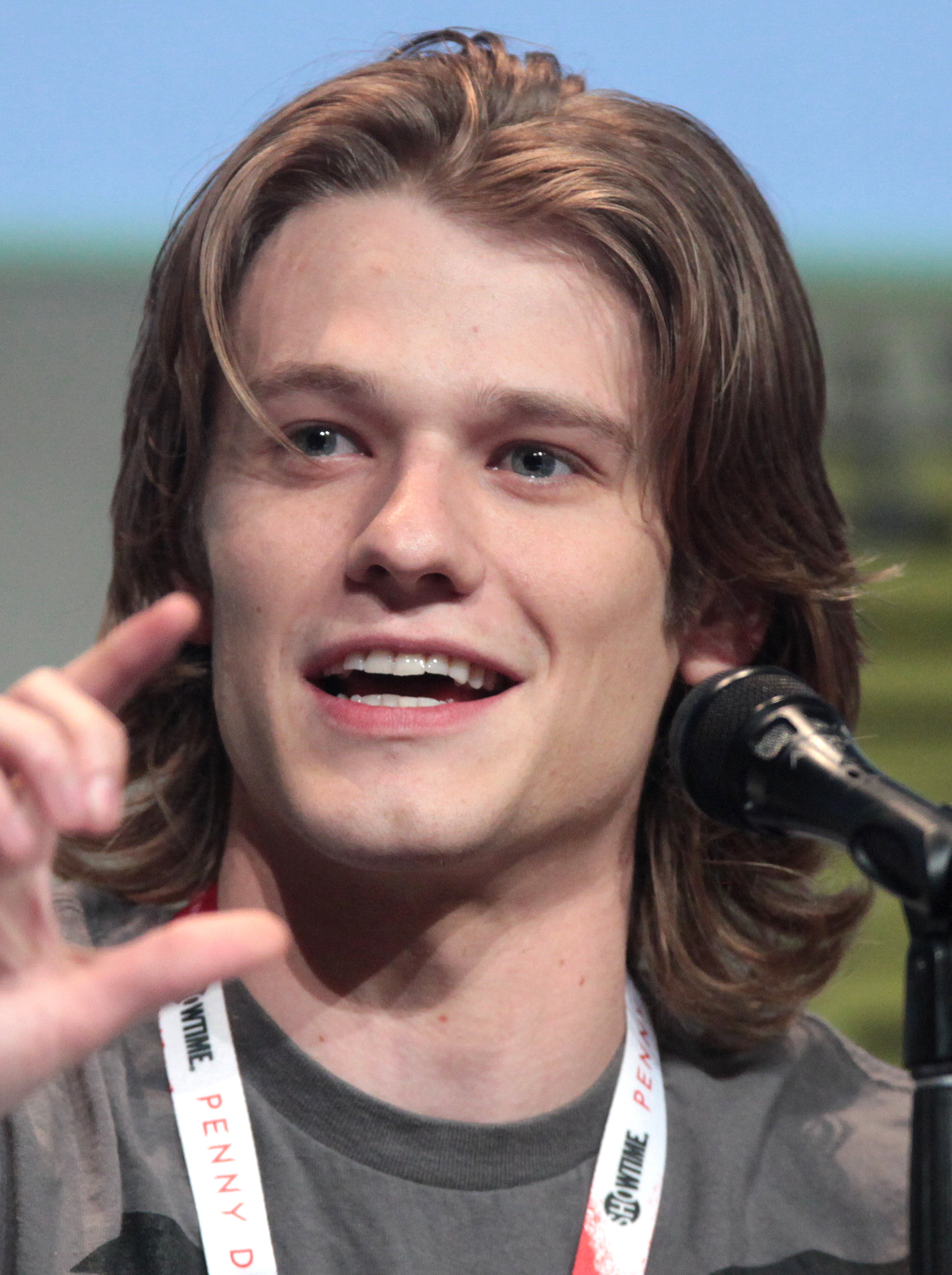
Lucas Till incarne Alexander Summers / Havok dans la 2e trilogie X-Men (2011 à 2016).

Interprété par Lucas Till dans la 2e trilogie X-Men
- 2011 : X-Men : Le Commencement réalisé par Matthew Vaughn
- 2014 : X-Men: Days of Future Past réalisé par Bryan Singer
- 2016 : X-Men: Apocalypse réalisé par Bryan Singer

### Télévision
- 2001-2003 : X-Men: Evolution (série d'animation) - doublé en anglais par Matt Hill, en français par Sébastien Hébrant.

### Jeux vidéo
- 2001 : X-Men: Mutant Academy 2
- 2002 : X-Men: Next Dimension
- 2004 : X-Men Legends
- 2005 : X-Men Legends II : L'Avènement d'Apocalypse
- 2009 : Marvel: Ultimate Alliance 2
- 2013 : Marvel Heroes
- 2013 : Lego Marvel Super Heroes
- 2025: Marvel strike force